# USS Grayback (SS-208)
USS Grayback (SS-208) foi um submarino da Classe Tambor da Marinha dos Estados Unidos. Colocado em serviço na Guerra do Pacífico, foi uma das embarcações mais destrutivas da Segunda Guerra Mundial, sendo considerada a responsável pelo abate de pelo menos 14 embarcações inimigas.
Lançado ao mar em 31 de janeiro de 1941 e comissionado na marinha em 30 de junho de 1941 sob o comando do tenente Willard A. Saunders, o submarino foi dado como desaparecido em março de 1944. Seus destroços foram descobertos somente em 2019.

## Missões e abates
Em 17 de março de 1942, o submarino abateu seu primeiro alvo, um navio de carga de 3.291 toneladas ao largo de Port Lloyd, nas Ilhas Bonin, controladas pelos japoneses. Em 17 de janeiro de 1943, foi danificado por uma carga de profundidade e teve que se dirigir ao porto de Brisbane, na Austrália, para reparos.
A seguir, lista de algumas missões concluídas com êxito:
- Em 25 de dezembro de 1942, afundou quatro barcaças de desembarque com seus canhões de convés;[2]
- Afundou um submarino japonês em 3 de janeiro de 1943;[2]
- Em 5 de janeiro de 1943, ajudou a resgatar seis sobreviventes de um B-26 acidentado na ilha de Munda Bay, ganhando o comandante, Edward C. Stephan, a Cruz da Marinha;[2]
- Em maio de 1943, foi creditado o naufrágio do navio cargueiro japonês Yodogawa Maru e do cargueiro England Maru, danificando seriamente o contratorpedeiro Yugure com torpedos e danificando dois outros cargueiros;[2]
- Em setembro-outubro de 1943, o Grayback formou o primeiro dos "Wolfpack" (terno em inglês para uma determinada tática naval) de grande sucesso da Marinha Americana, referindo-se a uma tática de ataque em massa na qual o Grayback, o USS Cero e o USS Shad se uniram para afundar 38.000 toneladas e danificar mais 63.300 toneladas de material, em comboios inimigos. O Grayback foi responsável por afundar um navio-tanque da frota inimiga e dois navios de transporte, incluindo um já danificado pelo Shad;[2]
- Em dezembro de 1943, em sua nona patrulha de combate, o Grayback usou todos os seus torpedos para derrubar quatro navios cargueiros que transportavam mais de 10.000 toneladas;[2]
- Em suas últimas ações, ocorreram em 26 de fevereiro de 1944, quando afundou o navio-tanque Nanho Maru e danificou gravemente o Asama Maru.[2]

## Destino final
Em 25 de fevereiro de 1944, quando patrulhava o Mar da China Oriental, emitiu seu último relatório. Na manha de 26 de fevereiro foi constatado, através de outras embarcações, que o Grayback tinha afundado o navio-tanque Nanho Maru e danificou gravemente o Asama Maru. Com este último ataque, a marinha especulou que o submarinho estaria sem torpedo e em retorno antecipado a sua base, no Atol de Midway, já que a previsão para isso era somente em meados de março. Depois do ataque do Asama Maru, não houve mais contato direto e indireto do submarino com o seu comando superior e a Marinha dos Estados Unidos listou a embarcação como desaparecida em meados de março de 1944.
A marinha americana só descobriu o destino do USS Grayback através de relatórios japoneses capturados. Estes documentos relataram que o submarinho foi abatido por aeronaves japonesas ao sul de Okinawa em 27 de fevereiro de 1944.  O relatório indicava que o SS-208 estava na superfície e uma bomba de um Nakajima B5N atingiu o submarino que "explodiu e afundou imediatamente". As aeronaves ainda avistaram rastos de bolhas de ar e uma embarcação anti-submarino foi chamada para seguir estes vestígios. Apos o lançamento de algumas cargas de profundidade, finalmente uma mancha de óleo pesada apareceu na superfície, determinando a destruição da embarcação e a morte de 80 tripulantes, entre marinheiro e oficiais.
A partir desta constatação, o comandante do USS Grayback, John Anderson Moore, foi condecorado postumamente com sua terceira Cruz da Marinha.

## Destroços
Em 10 de novembro de 2019, um projeto privado fundado por Tim Taylor e Christine Dennison, denominado Lost 52 Project, anunciou que encontrou os destroços do USS Grayback em 5 de julho deste mesmo ano. A descoberta ocorreu a 50 milhas ao sul de Okinawa e a exatamente 160 km das coordenadas estabelecidas pela Marinha dos Estados Unidos em 1946, quando traduziram os relatórios japoneses capturados que reportavam a operação de ataque ao submarino. A embarcação foi encontrada em pé, no fundo do mar, numa profundidade de 430 m, com graves danos na popa e proa, além da torre de comando, compatíveis com danos provocados por munição relatado no documento japonês.
A descoberta foi oficialmente verificada pela Marinha dos Estados Unidos e as famílias dos tripulantes mortos foram notificadas.